# Kisbelényes
Kisbelényes (Beiușele) település Romániában, a Partiumban, Bihar megyében.

## Fekvése
A Bihar-hegységben, Belényestől északkeletre, a Jád- völgyében, Pócsafalva és Borda közt fekvő település.

## Története
Kisbelényes nevét 1588-ban említette először oklevél Kys Bellenes néven.
1600-ban Bellenes, 1808-ban Belényes (Kis-), Beinsele, 1913-ban Kisbelényes néven írták. 1851-ben Fényes Elek írta a településről:
Kis-Belényes, róna helyen, 426 óhitű lakossal, anyatemplommal. Bírja a váradi görög püspök
A falu Diófás, Rézbánya, Vaskoh és más településekkel együtt a Belényesi-medence magyar szórványai közé tartozott. A település birtokosa a nagyváradi görögkatolikus püspök volt, aki itt még a 20. század elején is birtokos volt. A falu határához tartozik a vadregényes Jád-völgye is. 1910-ben 778 lakosából 29 magyar, 749 román volt. Ebből 14 református, 748 görögkeleti ortodox, 10 izraelita volt. A trianoni békeszerződés előtt Bihar vármegye Belényesi járásához tartozott.

## Nevezetességek
- Görög keleti temploma - a 19. század elején épült.